# Kaap Londonderry
Kaap Londonderry (Engels: Cape Londonderry) is een kaap, het meest noordelijke punt van het West-Australische vasteland.

## Geschiedenis
Op 30 september 1819 werd de kaap door ontdekkingsreiziger Phillip Parker King officieel naar Robert Stewart Londonderry (1769-1822), 2e markies van Londonderry, vernoemd.
Op 20 februari 1942 werd het koopvaardijschip MV Koolama (1937), dat in januari dat jaar soldaten naar Ambon en West-Timor in Nederlands-Indië had getransporteerd en Nederlandse vluchtelingen terug mee naar Darwin had genomen, door een Japanse Kawanishi H6K gebombardeerd nabij kaap Londonderry.
In de jaren 1990 werd door het bedrijf Benrama Pty Ltd voorgesteld een vissershaven en startbaan (En: airstrip) op de kaap aan te leggen, 260 kilometer ten noordwesten van Kununurra, op kroonland voorzien voor de ontwikkeling van een nationaal park. De toelating werd verkregen op voorwaarde dat de vissershaven en startbaan zouden worden afgebroken indien het nationaal park Cape Londonderry zou opgericht worden.
Sinds 2012 valt kaap Londonderry onder een Aborigines' native title.

## Geografie
Kaap Londonderry is het meest noordelijke punt van het West-Australische vasteland. Het ligt ten oosten van kaap Talbot, ten noordoosten van het plaatsje Kalumburu en bijna 525 kilometer ten zuiden van Koepang op Timor.
De kaap vormt volgens de Internationale Hydrografische Organisatie een grenspunt tussen de Indische Oceaan en de Timorzee. Kaap Londonderry wordt ook algemeen aanzien als de meest westelijke grens van de Joseph Bonaparte-golf.